# Єфімов Олександр Володимирович
Олександр Володимирович Єфімов — український актор та режисер дубляжу, композитор, теле-радіоведучий.

## Біографія
Народився 27 травня 1967 року у селі Велика Круча Полтавської області.
У 1989 році закінчив Київське державне музичне училище імені Рейнгольда Глієра. Далі — Інститут кіно і телебачення за спеціальністю «режисер кіно і телебачення».
Грав у гурті «Жаба в дирижаблі». Працює в Національній радіокомпанії України. З 1993 року ведучий телевізійних шоу-програм (ТВО «Промінь» тощо).
З 1995 року — власник студії «AAA-Sound», перекладач, адаптатор, режисер дубляжу та звукорежисер перезапису.

## Фільмографія (переклади)
| Рік  | Українська назва                                         | Оригінальна назва                                             |
| 2009 | Півтора лицаря: В пошуках викраденої принцеси Херцелінди | 1 1/2 Ritter — Auf der Suche nach der hinreißenden Herzelinde |
| 2009 | Подарунок                                                | Echelon Conspiracy                                            |
| 2009 | Пила 6                                                   | Saw VI                                                        |
| 2009 | Тимчасово вагітна                                        | Labor Pains                                                   |
| 2009 | По той бік ліжка                                         | De l'autre cote du lit                                        |
| 2009 | Давні коханці                                            | Les regrets                                                   |
| 2009 | Дівчина за викликом                                      | The Girlfriend Experience                                     |
| 2009 | Посилка                                                  | The Box                                                       |
| 2009 | Химера                                                   | Splice                                                        |
| 2010 | Острів проклятих                                         | Shutter Island                                                |
| 2010 | Красунчик 2                                              | Zweiohrküken                                                  |
| 2010 | Мачете                                                   | Machete                                                       |
| 2010 | Воруши ластами! (мультфільм)                             | Sammy's avonturen: De geheime doorgang                        |
| 2010 | Піраньї 3D                                               | Piranha 3D                                                    |
| 2010 | Скайлайн                                                 | Skyline                                                       |
| 2010 | Пробач, я хочу з тобою одружитися                        | Scusa ma ti voglio sposare                                    |
| 2010 | Месники. Могутні герої Землі (мультсеріал, 1-й сезон)    | The Avengers: Earth's Mightiest Heroes                        |
| 2011 | Король говорить!                                         | The King's Speech                                             |
| 2011 | Як вийти заміж за мільярдера                             | Chalet Girl                                                   |
| 2011 | Любов: Інструкція з використання                         | Manuale d'am3re                                               |
| 2011 | Prada і почуття                                          | From Prada to Nada                                            |
| 2011 | Міс Ніхто                                                | Miss Nobody                                                   |
| 2011 | Ларрі Краун                                              | Larry Crowne                                                  |
| 2011 | Щелепи 3D                                                | Shark Night 3D                                                |
| 2011 | Жахливий Генрі 3D                                        | Horrid Henry: The Movie                                       |
| 2011 | Діти шпигунів 4D                                         | Spy Kids: All the Time in the World                           |
| 2011 | Спокусник (фільм, 2011)                                  | Kokowääh                                                      |
| 2011 | Липучка                                                  | Flypaper                                                      |
| 2011 | Дім марень                                               | Dream House                                                   |
| 2011 | Дещо                                                     | The Thing                                                     |
| 2011 | Стара добра оргія                                        | A Good Old Fashioned Orgy                                     |
| 2011 | 2016: кінець ночі                                        | 2016: Das Ende der Nacht                                      |
| 2011 | Переростки                                               | The Inbetweeners Movie                                        |
| 2018 | Нація убивць                                             | Assassination Nation                                          |